# Championnat d'Ukraine de football de deuxième division 2012-2013
Navigation
2011-2012 2013-2014
La saison 2012-2013 de Percha Liha est la vingt-deuxième saison de la deuxième division ukrainienne. Chaque équipe rencontre deux fois ses adversaires, une fois à domicile et une fois à l'extérieur.
Au terme de la saison, le champion et le vice-champion de cette division sont promus en Premier-Liga, tandis que les quatre derniers du classement sont relégués en Drouha Liha.

## Classement
| Rang | Équipe                  | Pts  | J  | G  | N  | P  | Bp | Bc | Diff |
| ---- | ----------------------- | ---- | -- | -- | -- | -- | -- | -- | ---- |
| 1    | PFK Sébastopol          | 74   | 34 | 22 | 8  | 4  | 68 | 22 | +46  |
| 2    | Stal Altchevsk          | 66   | 34 | 20 | 6  | 8  | 58 | 35 | +23  |
| 3    | FK Oleksandriïa         | 60   | 34 | 17 | 9  | 8  | 48 | 35 | +13  |
| 4    | Bukovyna Tchernivtsi    | 58   | 34 | 16 | 10 | 8  | 49 | 33 | +16  |
| 5    | Naftovyk Okhtyrka       | 54   | 34 | 15 | 9  | 10 | 39 | 31 | +8   |
| 6    | MFK Mykolaïv            | 54-3 | 34 | 16 | 9  | 9  | 45 | 41 | +4   |
| 7    | Avanhard Kramatorsk     | 53   | 34 | 15 | 8  | 11 | 37 | 26 | +11  |
| 8    | Zirka Kirovohrad        | 52   | 34 | 14 | 10 | 10 | 46 | 37 | +9   |
| 9    | FK Soumy                | 50   | 34 | 14 | 8  | 12 | 32 | 35 | -3   |
| 10   | Helios Kharkiv          | 49   | 34 | 12 | 13 | 9  | 33 | 21 | +12  |
| 11   | Olimpik Donetsk         | 49   | 34 | 15 | 4  | 15 | 34 | 37 | -3   |
| 12   | Tytan Armiansk          | 48   | 34 | 13 | 9  | 12 | 44 | 40 | +4   |
| 13   | FK Poltava              | 45   | 34 | 11 | 12 | 11 | 35 | 35 | 0    |
| 14   | Krymteplytsia Molodijne | 35   | 34 | 9  | 8  | 17 | 30 | 45 | -15  |
| 15   | Dynamo-2 Kiev           | 30   | 34 | 8  | 6  | 20 | 31 | 55 | -24  |
| 16   | FK Odessa               | 24   | 34 | 7  | 3  | 24 | 21 | 63 | -42  |
| 17   | Obolon Kiev             | 22   | 34 | 5  | 7  | 22 | 19 | 28 | -9   |
| 18   | Arsenal Bila Tserkva    | 20   | 34 | 5  | 5  | 24 | 23 | 76 | -53  |

| Légende : Qualifications et relégations | Légende : Qualifications et relégations |
| --------------------------------------- | --------------------------------------- |
|                                         | Promu en Premier-Liga                   |
|                                         | Barrage de relégation                   |
|                                         | Relégation en Drouha Liha               |
|                                         | Rétrogradation                          |

1. 1 2 3  Bien que se classant deuxième à l'issue de la saison, le Stal Altchevsk refuse d'être promu en première division en raison du manque d'infrastructures. Le FK Oleksandriïa refuse par la suite d'être promu par principe, n'ayant pas obtenu sa promotion sportivement[1]. Le Bukovyna Tchernivtsi n'obtient quant à lui pas la licence nécessaire pour être promu. Finalement, l'Hoverla Oujhorod et le Metalurh Zaporijia sont repêchés en première division.
2. ↑  Le MFK Mykolaïv se voit retirer trois points le 21 août 2012 en raison de dettes impayées[2].
3. ↑  Le Krymteplytsia Molodijne se retire de la compétition à l'issue de la saison[3].
4. ↑  L'Obolon Kiev se retire de la compétition au cours de la trêve hivernale pour des raisons financières[4]. Ses matchs restants sont comptés comme des défaites techniques en faveur de l'adversaire, sans but ajouté.

### Barrages de relégation
| Équipe                   | Aller | Total | Retour | Équipe             |
| ------------------------ | ----- | ----- | ------ | ------------------ |
| FK Odessa (D2)           | 0 - 2 | 1 - 6 | 1 - 4  | (D3) Nyva Ternopil |
| Chakhtar Sverdlovsk (D3) | 1 - 1 | 1 - 2 | 0 - 1  | (D2) Dynamo-2 Kiev |